# أبركونوي
أبركونوي (بالإنجليزية: District of Aberconwy)‏ كانت مقاطعة بريطانية ذات حكم محلي. أنشئت عام 1974م على الساحل الشمالي الغربي لويلز. وهي جزء من محافظة جوينيد (Gwynedd).

## السكان
يزيد عدد سكانها على 54,100 نسمة.

## تضاريسها
يمر نهر كونوي عبر المقاطعة إلى مدينة كونوي التاريخية.

## اقتصادها
تُعَدُّ السياحة صناعة مصدر اقتصادي مهم لهذه المقاطعة، إذ يجذبُ متنزَّه سنودونيا القومي الزائرين وكذلك الساحل لقضاء العطلة في لاندودنو وبينماينمور ولانفيرفيشان وكونوي.

## آثارها
توجد بها قلعة في كونوي وموقع مهم يعود إلى حقب ما قبل التاريخ في بينماينمور.